# Лінивка-смугохвіст західна
Лінивка-смугохвіст західна (Nystalus obamai) — вид дятлоподібних птахів родини лінивкових (Bucconidae). Описаний у 2013 році. Виокремлений з виду Nystalus striolatus. Названий на честь президента США Барака Обами.

## Поширення
Вид поширений в басейні Амазонки в Бразилії, Болівії, Перу, Еквадорі та Колумбії. Природним середовищем існування є субтропічні та тропічні вологі низинні ліси.

## Опис
Птах завдовжки до 21 см, вагою 43-47 г.